# Nước Ý trẻ
Nước Ý trẻ (tiếng Ý: La Giovine Italia, phát âm [la ˈdʒoːvine iˈtaːlja]; tiếng Anh: Young Italy) là một phong trào chính trị Ý được thành lập vào năm 1831 bởi Giuseppe Mazzini. Sau vài tháng rời Ý, vào tháng 6 năm 1831, Mazzini viết một lá thư cho Vua Carlo Alberto I của Sardegna, trong đó ông yêu cầu đoàn kết Bán đảo Ý thành một nhà nước thống nhất và lãnh đạo đất nước. Một tháng sau, tin rằng những yêu cầu của mình không đến được tay nhà vua, ông thành lập phong trào ở Marseille. Sau đó nó sẽ lan rộng ra các quốc gia khác trên khắp châu Âu. Mục tiêu của phong trào là tạo ra một nước cộng hòa Ý thống nhất thông qua việc thúc đẩy một cuộc tổng nổi dậy ở các nhà nước quân chủ trên khắp Bán đảo Ý và tại các vùng đất bị Đế quốc Áo chiếm đóng. Niềm tin của Mazzini là một cuộc nổi dậy của quần chúng sẽ tạo ra một nước Ý thống nhất. Khẩu hiệu xác định mục tiêu của phong trào là "Liên minh, Sức mạnh và Tự do". Cụm từ này có thể được tìm thấy trên lá cờ ba màu của Ý, tượng trưng cho sự thống nhất của đất nước.